# ノリタケボンデッドアブレーシブ
株式会社ノリタケボンデッドアブレーシブはかつて存在した日本の研削砥石メーカー。ノリタケカンパニーリミテドによって2002年4月1日に子会社として設立され、2011年4月1日に同社に吸収合併された。
砥石を中心に、カーボンナノチューブ工具やドレッサ（砥石の加工・補修用具）なども扱っており、愛知県の名古屋市と津島市に工場を持つ。2011年4月1日に、ノリタケスーパーアブレーシブとともにノリタケカンパニーリミテドに合併された。
なお、ノリタケボンデッドアブレーシブの設立を前に、同じノリタケグループの株式会社ユニー機構が2002年3月に解散している。同社は、汎用砥石の共同販売のために1973年3月5日に日本陶器（現・ノリタケカンパニーリミテド）45％、三菱商事45％、日本レヂボン5％、富士製砥5％という出資比率で設立され、東京都新宿区に本社を置き全国で代理店を組織していた。解散直前にはノリタケ製品が売上の80％程度となっており、以後はノリタケボンデッドアブレーシブが直接販売を行なうようになった。